# Conura patagonica
Conura patagonica är en stekelart som först beskrevs av Blanchard 1935.  Conura patagonica ingår i släktet Conura och familjen bredlårsteklar. Inga underarter finns listade i Catalogue of Life.